# Thunder Gulch
Thunder Gulch (1992-2018), est un cheval de course pur-sang anglais américain. 

## Carrière de courses
Élevé par le producteur de cinéma et propriétaire Peter Brant, portant les couleurs de Michael Tabor, nouvel associé au sein du consortium irlandais de Coolmore, Thunder Gulch est confié à Wayne Lukas, l'un des entraîneurs les plus titrés de l'histoire des courses américaines. Il débute à Belmont Park à l'automne de ses 2 ans, et commence à faire parler de lui en gagnant les Remsen Stakes, un groupe 2, puis en prenant le premier accessit du Hollywood Futurity, certes à distance respectable du lauréat, Afternoon Deelites. Thunder Gulch est alors considéré comme l'un des bons poulains de sa génération, mais pas du tout un gagnant classique en puissance. 
Tout change au début de la saison suivante lorsque le poulain remporte deux préparatoires coup sur coup, les Fountain of Youth Stakes et surtout le Florida Derby. Mais un cinglant échec dans les Blue Grass Stakes marque un coup d'arrêt, si bien qu'on oublie un peu la candidature de Thunder Gulch, d'autant que le sort ne l'a pas épargné en lui attribuant la stalle n°16, tout à l'extérieur, pour le "Run for the Roses". Sa probante victoire dans le Kentucky Derby est donc une surprise (il s'était élancé à 25/1), mais en prenant la troisième place des Preakness Stakes deux semaines plus tard derrière son compagnon d'entraînement Timber Country, il montre qu'il n'était pas le cheval d'un jour. Et la confirmation vire au regret lorsqu'il remporte les Belmont Stakes : avec deux victoires et une troisième place dans les trois manches de la Triple Couronne, Thunder Gulch n'est finalement pas passé loin de rentrer dans l'histoire. 
Il enchaîne d'ailleurs à l'été en poursuivant sa série de succès dans les Swaps Stakes et surtout les Travers Stakes, sans doute la plus grande course de 3 ans après le triptyque de la Triple Couronne, et qui a la terrible réputation d'être le tombeau des illusions pour les vainqueurs classiques (la piste de Saratoga, surnommée "le cimetière des champions", a vu les légendaires Man o'War et Secretariat mordre la poussière). Un exploit majeur, donc, puisque avec Sea Hero deux ans plus tôt, est seulement le deuxième Derby-winner à remporter les Travers Stakes depuis Shut Out en 1942). En octobre, dans la Jockey Club Gold Cup, un monument se dresse sur son chemin : le champion Cigar, qui reste sur dix victoires consécutives. Le duel entre la star et le meilleur 3 ans du pays est très attendu, mais tourne court car le cadet ne peut jouer le moindre rôle et termine très loin de Cigar. L'explication de sa contre-performance arrive deux jours plus tard : Thunder Gulch s'est fracturé le canon durant le parcours, et il doit mettre un terme à sa carrière, avec la couronne de meilleur 3 ans de l'année.

### Résumé de carrière
| Date         | Hippodrome      | Pays        | Course                        | Statut      | Distance    | Jockey         | Place       | Écart       | Vainqueur ou deuxième |
| 1994, 2 ans  | 1994, 2 ans     | 1994, 2 ans | 1994, 2 ans                   | 1994, 2 ans | 1994, 2 ans | 1994, 2 ans    | 1994, 2 ans | 1994, 2 ans | 1994, 2 ans           |
| ------------ | --------------- | ----------- | ----------------------------- | ----------- | ----------- | -------------- | ----------- | ----------- | --------------------- |
| 16 septembre | Belmont Park    | États-Unis  | Maiden                        |             | 1 200 m     | John Velazquez | 5e / 9      | encolure    | Crusader's Story      |
| 4 octobre    | Belmont Park    | États-Unis  | Maiden                        |             | 1 200 m     | John Velazquez | 1er / 9     | nez         | Porphyry              |
| 23 octobre   | Aqueduct        | États-Unis  | Cowdin Stakes                 | Gr. 2       | 1 400 m     | John Velazquez | 2e / 8      | 2 ½         | Old Tascosa           |
| 11 novembre  | Aqueduct        | États-Unis  | Nashua Stakes                 | Gr. 3       | 1 600 m     | Jerry. Bailey  | 4e / 7      | 4 ¾         | Devious Course        |
| 26 novembre  | Aqueduct        | États-Unis  | Remsen Stakes                 | Gr. 2       | 1 800 m     | Gary Stevens   | 1er / 10    | 3 ¼         | Western Echo          |
| 18 décembre  | Hollywood Park  | États-Unis  | Hollywood Futurity            | Gr. 1       | 1 700 m     | Corey Nakatani | 2e / 5      | 6 ½         | Afternoon Deelites    |
| 1995, 3 ans  |                 |             |                               |             |             |                |             |             |                       |
| 18 février   | Gulfstream Park | États-Unis  | Fountain of Youth Stakes      | Gr. 2       | 1 700 m     | Mike Smith     | 1er / 12    | encolure    | Suave Prospect        |
| 11 mars      | Gulfstream Park | États-Unis  | Florida Derby                 | Gr. 1       | 1 800 m     | Mike Smith     | 1er / 10    | nez         | Suave Prospect        |
| 15 avril     | Keeneland       | États-Unis  | Blue Grass Stakes             | Gr. 2       | 1 800 m     | Pat Day        | 4e / 6      | 4 ½         | Wild Syn              |
| 6 mai        | Churchill Downs | États-Unis  | Kentucky Derby                | Gr. 1       | 2 000 m     | Gary Stevens   | 1er / 19    | 2 ¼         | Tejano Run            |
| 20 mai       | Pimlico         | États-Unis  | Preakness Stakes              | Gr. 1       | 1 900 m     | Gary Stevens   | 3e / 11     | 3/4         | Timber Country        |
| 10 juin      | Belmont Park    | États-Unis  | Belmont Stakes                | Gr. 1       | 2 400 m     | Gary Stevens   | 1er / 11    | 2           | Star Standard         |
| 23 juillet   | Hollywood Park  | États-Unis  | Swaps Stakes                  | Gr. 2       | 1 800 m     | Gary Stevens   | 1er / 7     | 2           | Da Hoss               |
| 19 août      | Saratoga        | États-Unis  | Travers Stakes                | Gr. 1       | 2 000 m     | Gary Stevens   | 1er / 7     | 4 ½         | Pyramid Peak          |
| 23 septembre | Turfway Park    | États-Unis  | Kentucky Cup Classic Handicap | Listed      | 1 800 m     | Gary Stevens   | 1er / 6     | 1           | Judge TC              |
| 7 octobre    | Belmont Park    | États-Unis  | Jockey Club Gold Cup          | Gr. 1       | 2 000 m     | Gary Stevens   | 5e / 7      | 15          | Cigar                 |

## Au haras
Thunder Gulch entre à Ashford Stud, l'antenne américaine de Coolmore, où il est proposé à $ 40 000 la saillie. Il ne tarde pas à se mettre en évidence, et se voit sacré tête de liste des étalons américains en 2001, essentiellement grâce aux exploits de son meilleur rejeton, Point Given, élu cheval de l'année et plus tard admis au Hall of Fame. Il est également le père de Spain (Breeders' Cup Distaff), Balance (Santa Anita Oaks), ou Circular Quay (Hopeful Stakes). Il est également le père de mère de Pleascach (par Teofilo), lauréate des Irish 1000 Guineas et des Yorkshire Oaks. L'année suivant son titre de champion sire, son tarif culmine à $ 80 000, avant de redescendre jusqu'à $ 10 000 en 2014, sa dernière année avant la retraite.  
Thunder Gulch s'éteint en 2018, à 26 ans. 

## Origines
En remportant les Belmont Stakes, Thunder Gulch a fait mieux que son père Gulch, troisième de la course en 1987. Il s'agissait d'un exploit pour ce fils de Mr. Prospector bien plus à l'aise sur les parcours de vitesse, lui qui sera d'ailleurs sacré sprinter de l'année aux États-Unis en 1988, l'année de son succès dans le Breeders' Cup Sprint. Gulch fut un étalon de talent, donnant des victoires de groupe 1 tant aux États-Unis (Court Vision, lauréat du Breeders' Cup Mile, du Hollywood Derby, du Woodbine Mile et du Shadwell Turf Mile Stakes), qu'en Europe (Nayef, vainqueur des Champion Stakes, du Dubai Sheema Classic, des International Stakes et des Prince of Wales's Stakes, ou Harayir, qui remporta les 1000 Guinées) et au Japon (Eagle Cafe, lauréat de la NHK Mile Cup et de la Japan Cup Dirt).  
Line of Thunder, la mère, avait brillé en Angleterre à 2 ans sous les couleurs de White Birch Farm (l'écurie de Peter Brant), prenant la deuxième place des Cheveley Park Stakes. Outre Thunder Gulch, elle a donné le Japonais Battle Line (par Ogygian), plusieurs fois placé de groupe 1. La deuxième mère est la classique britannique Shoot A Line, qui remporta les Oaks et les Yorkshire Oaks en 1980, avant de se classer deuxième du champion-stayer Ardross dans l'Ascot Gold Cup 1981. 

### Pedigree
| Origines de Thunder Gulch (USA), mâle alezan né en 1992 | Origines de Thunder Gulch (USA), mâle alezan né en 1992 | Origines de Thunder Gulch (USA), mâle alezan né en 1992 | Origines de Thunder Gulch (USA), mâle alezan né en 1992 |
| ------------------------------------------------------- | ------------------------------------------------------- | ------------------------------------------------------- | ------------------------------------------------------- |
| Père Gulch 1984                                         | Mr. Prospector 1970                                     | Raise A Native                                          | Native Dancer                                           |
| Père Gulch 1984                                         | Mr. Prospector 1970                                     | Raise A Native                                          | Raise You                                               |
| Père Gulch 1984                                         | Mr. Prospector 1970                                     | Gold Digger                                             | Nashua                                                  |
| Père Gulch 1984                                         | Mr. Prospector 1970                                     | Gold Digger                                             | Sequence                                                |
| Père Gulch 1984                                         | Jameela 1976                                            | Rambunctious                                            | Rasper                                                  |
| Père Gulch 1984                                         | Jameela 1976                                            | Rambunctious                                            | Danaë                                                   |
| Père Gulch 1984                                         | Jameela 1976                                            | Asbury Mary                                             | Seven Corners                                           |
| Père Gulch 1984                                         | Jameela 1976                                            | Asbury Mary                                             | Snow Flyer                                              |
| Mère Line of Thunder 1987                               | Storm Bird 1978                                         | Northern Dancer                                         | Nearctic                                                |
| Mère Line of Thunder 1987                               | Storm Bird 1978                                         | Northern Dancer                                         | Natalma                                                 |
| Mère Line of Thunder 1987                               | Storm Bird 1978                                         | South Ocean                                             | New Providence                                          |
| Mère Line of Thunder 1987                               | Storm Bird 1978                                         | South Ocean                                             | Shining Sun                                             |
| Mère Line of Thunder 1987                               | Shoot A Line 1977                                       | High Line                                               | High Hat                                                |
| Mère Line of Thunder 1987                               | Shoot A Line 1977                                       | High Line                                               | Time Call                                               |
| Mère Line of Thunder 1987                               | Shoot A Line 1977                                       | Death Ray                                               | Tamerlane                                               |
| Mère Line of Thunder 1987                               | Shoot A Line 1977                                       | Death Ray                                               | Luminant (famille 11-d)                                 |